# 福卡陨击坑
福卡陨击坑(Focas)是火星伊斯墨诺斯湖区的一座撞击坑，中心坐标位于北纬33.9度、西经347.3度处，直径76.5公里，其名称取自希腊裔法籍天文学家让-亨利·福卡（1909年-1969年），1973年被国际天文联合会批准接受。照片显示，沿该陨坑边缘分布有许多小河道，在下面的背景相机图中可看到其中的一些。

## 图集

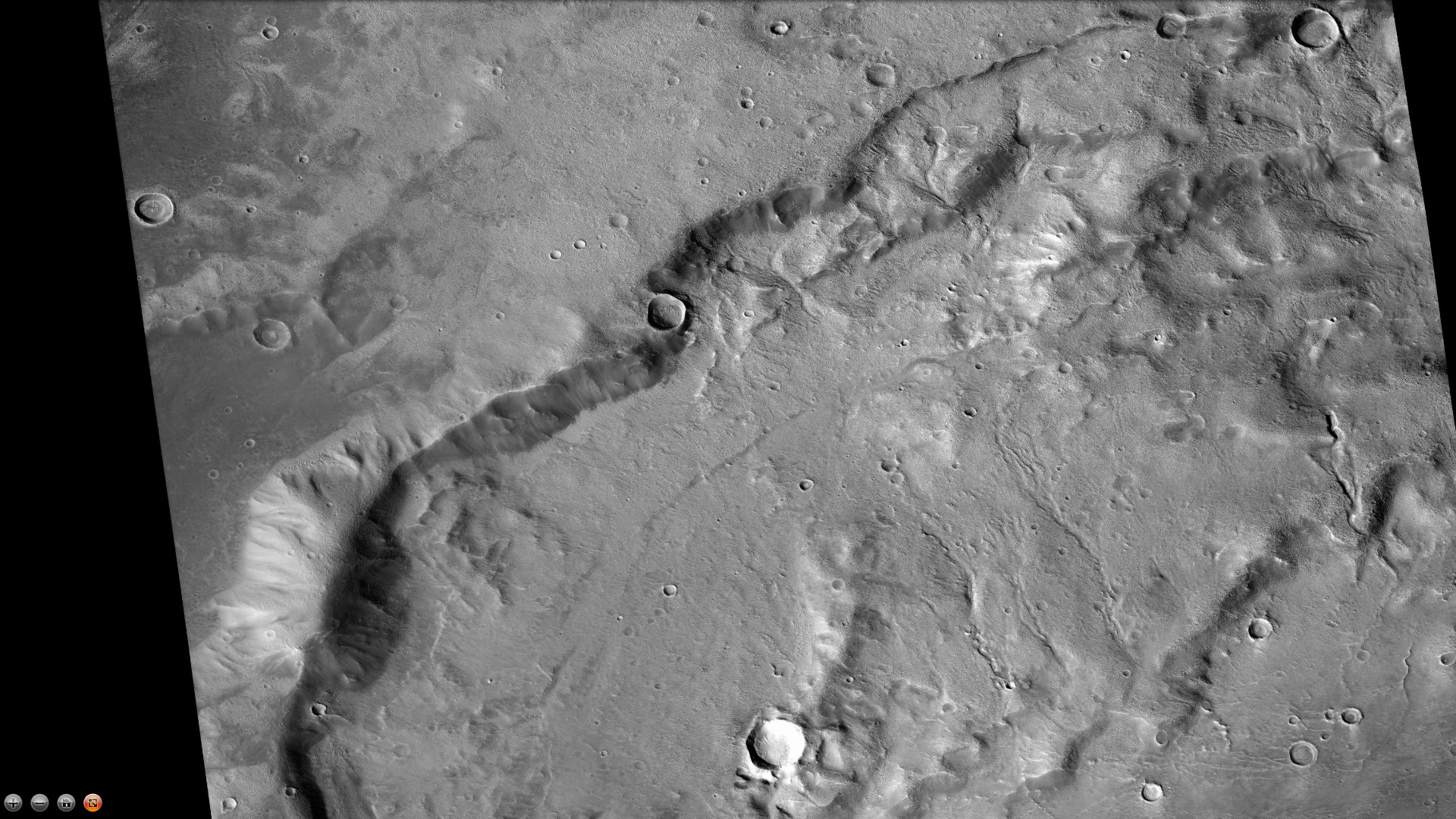
火星勘测轨道飞行器背景相机拍摄的福卡陨击坑中的小河道，注：这是前一幅图像的放大版。

## 另请查看
- 撞击坑
- 撞击事件
- 火星撞击坑
- 伊斯墨诺斯湖区
- 火星矿石资源
- 行星体系命名法
- 火星水文